# Sander de Haan
Sander de Haan (8 augustus 2007) is een Nederlands skeletonatleet.

## Levensloop
De Haan begon in 2022 met skeleton op 15-jarige leeftijd. In 2024 nam hij deel aan de Olympische Jeugdwinterspelen 2024 in Gangwon, Zuid-Korea. Op de Olympische Jeugdspelen van 2024 behaalde hij de 9e plaats.